# ماریا آلتمن
ماریا آلتمن (انگلیسی: Maria Altmann; ۱۸ فوریهٔ ۱۹۱۶ – ۷ فوریهٔ ۲۰۱۱) یک پناهنده یهودی اتریشی اهل ایالات متحده آمریکا بود؛ که در زمان اشغال کشورش و حتی سال‌های پس از آن اقامت و زندگی در آمریکا را برگزید، عمده شهرت او در جهت مبارزه برای بازپس‌گیری آثار خانوادهٔ خود در یک مبارزهٔ قانونی و دادگاهی می‌باشد که منجر به بازپس‌گیری ۵ اثر از نقاشیهای گوستاو کلیمت شد که تا پیش از آن در زمان جنگ جهانی دوم توسط نازی‌ها سرقت شد و تا قبل از حکم دادگاه در اختیار گالری دولتی وین قرار داشت. مهمترین اثر باز پس‌گیری شده توسط آلتمن که منجر به مداخله و پادرمیانی دولت وقت اتریش جهت انصراف وی گردید، تابلوی مشهور به پرتره آدل بلوخ باوئر اول می‌باشد. در آن زمان تلاش دولت اتریش برای منصرف کردن آلتمن نتیجه ای در برنداشت و این اثر و سایر آثار در نهایت با رای دادگاه در سال ۲۰۰۶ در تملک وی قرار گرفت.

## نگارخانه

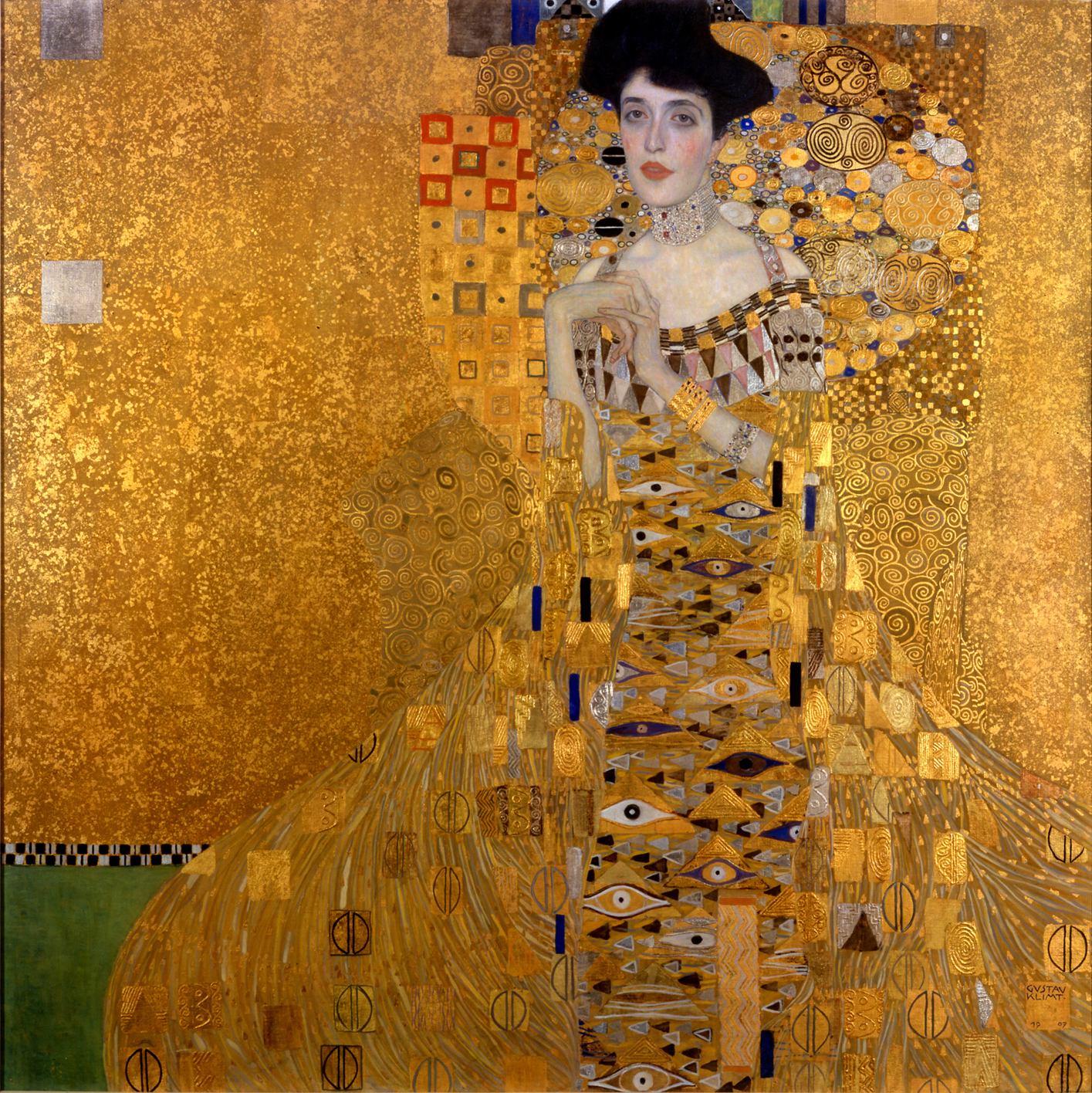
Adele Bloch-Bauer I, 1907
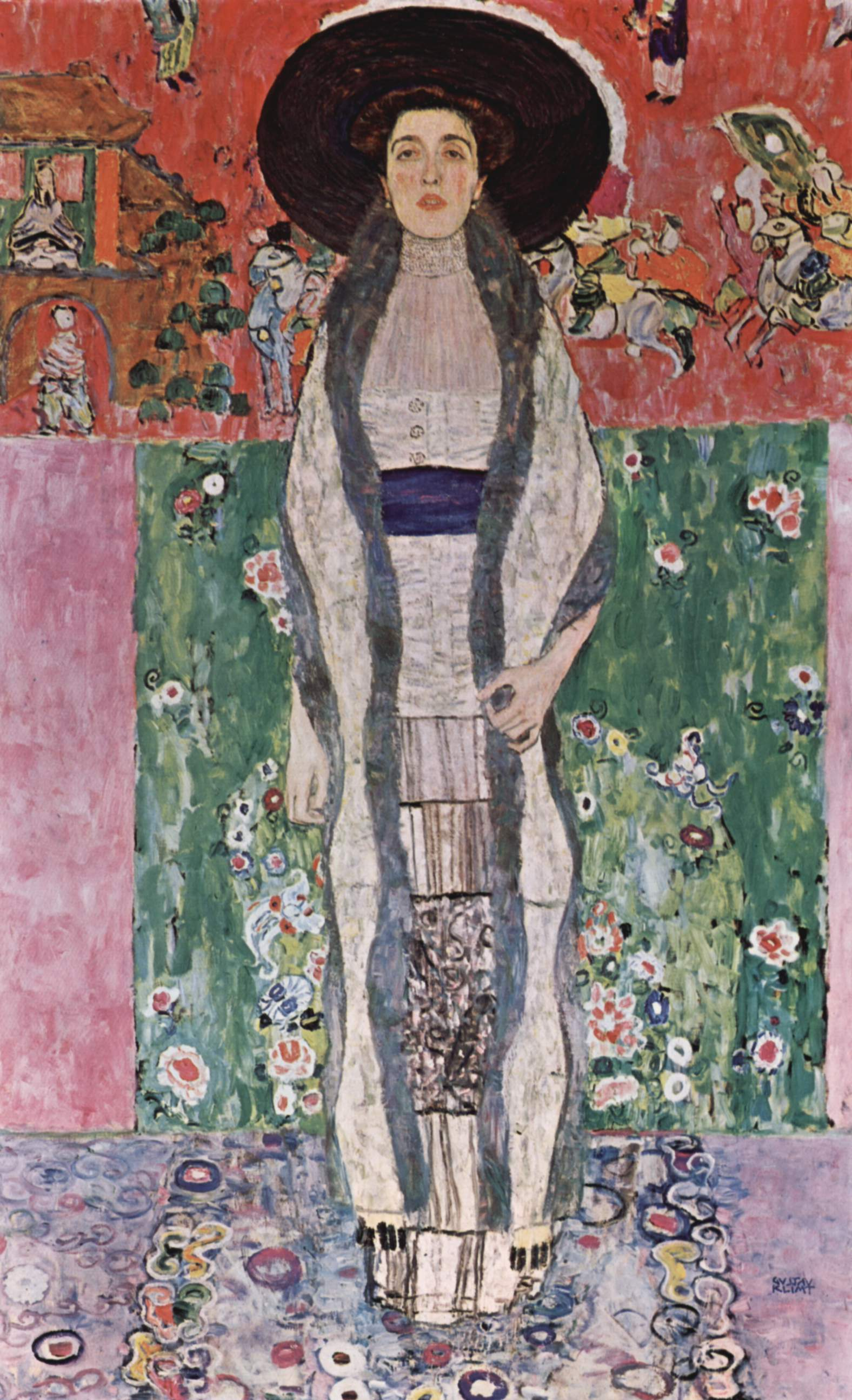
Adele Bloch-Bauer II, 1912
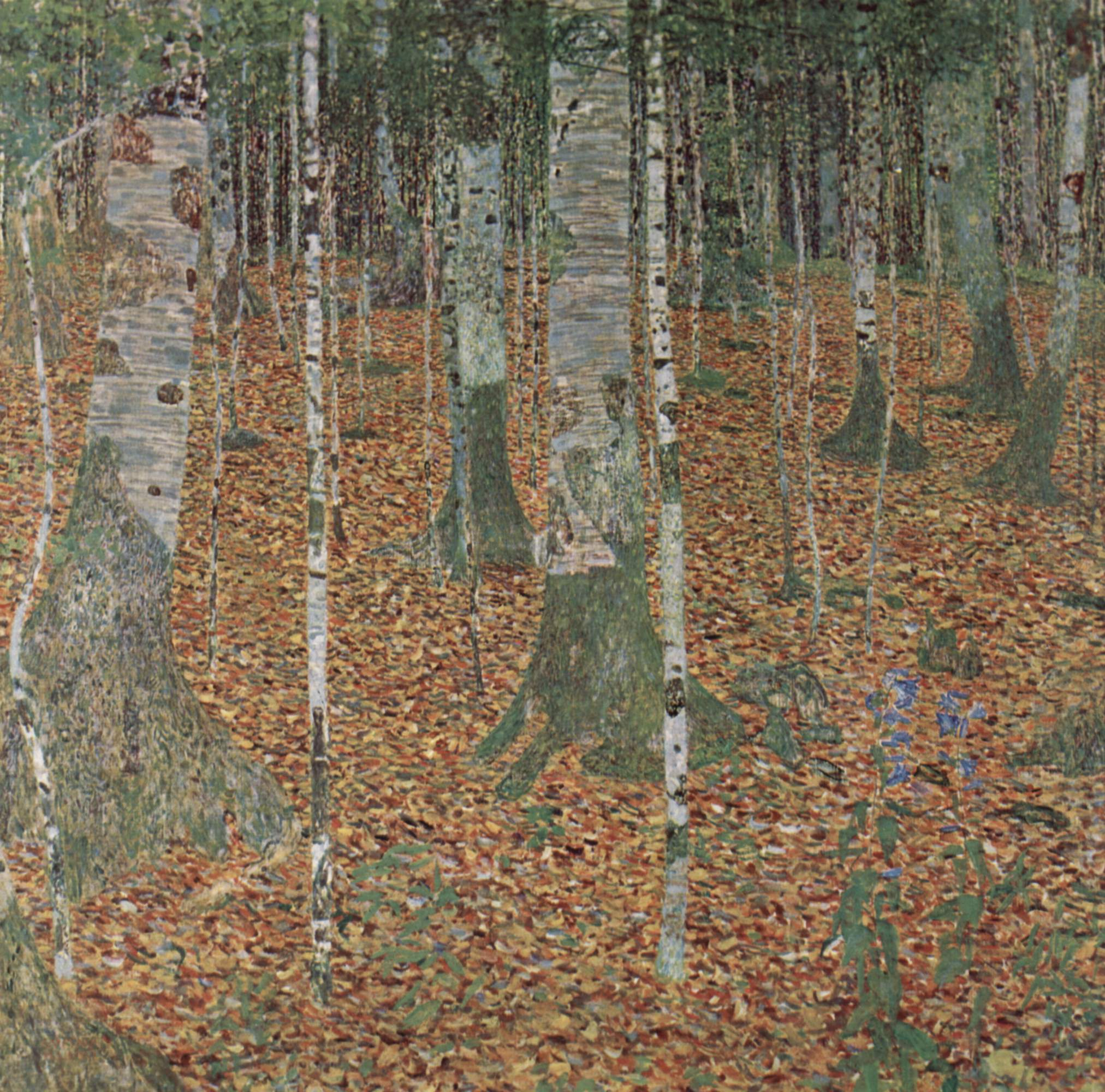
Buchenwald/ Birkenwald, 1903
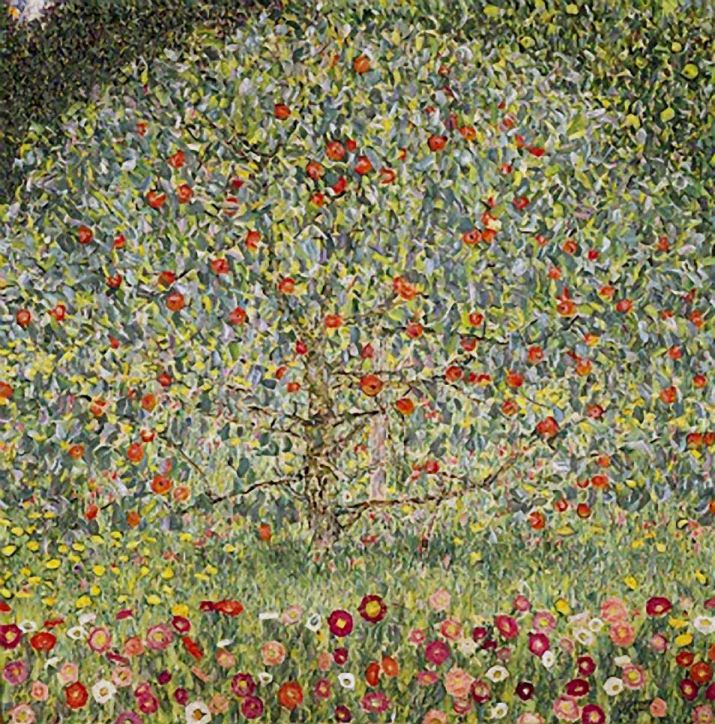
Apfelbaum I, 1912